# Communauté de communes du Seignanx
La communauté de communes du Seignanx est une communauté de communes française, située dans le département des Landes et la région Nouvelle-Aquitaine.

## Historique
L'intercommunalité a été créée le 23 décembre 1993 pour une prise d'effet au 31 décembre 1993.

## Territoire communautaire

### Géographie
Située au sud-ouest  du département des Landes, la communauté de communes du Seignanx regroupe 8 communes et présente une superficie de 149,8 km2.

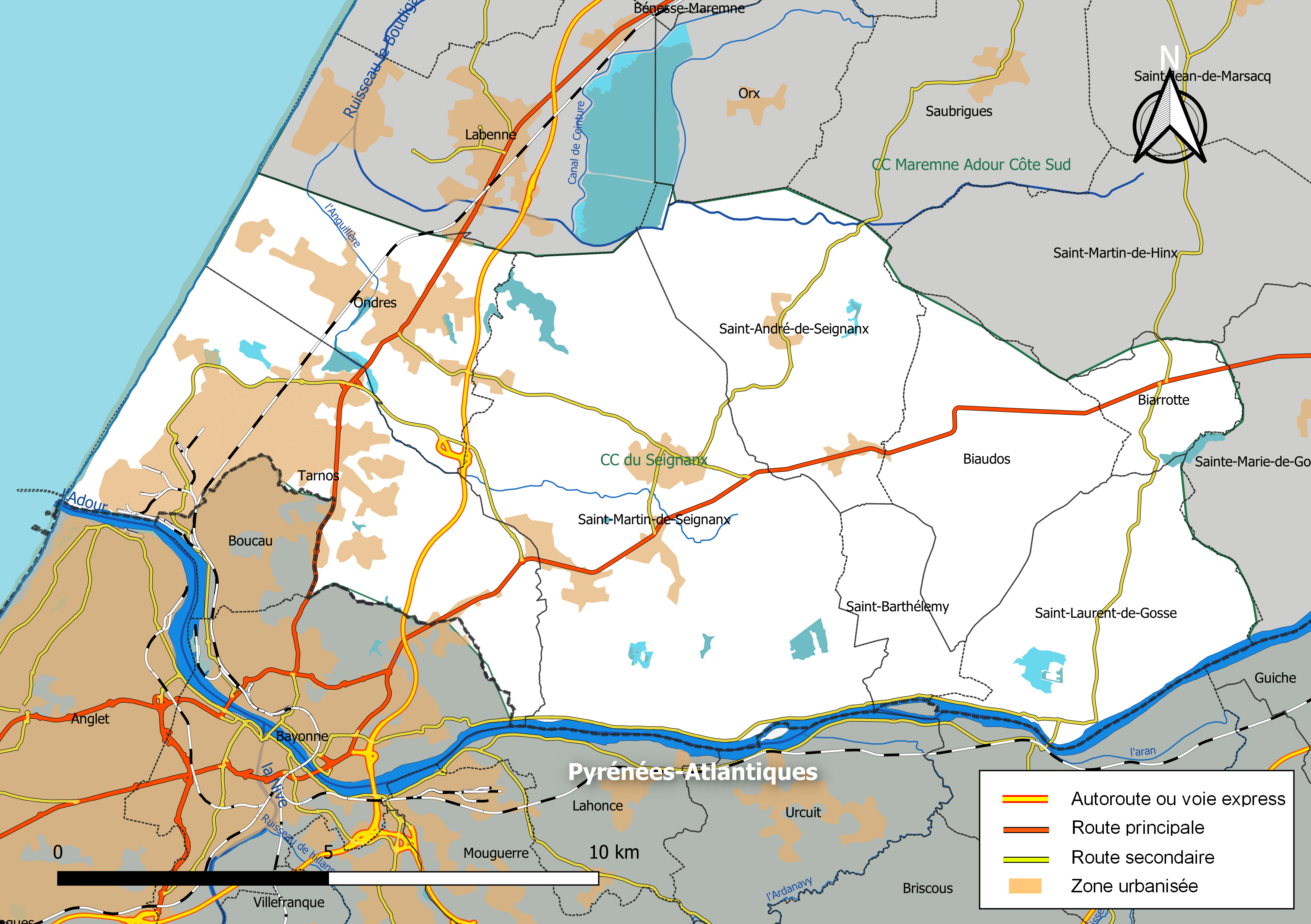
Carte de la communauté de communes du Seignanx au 1er janvier 2019.

### Composition

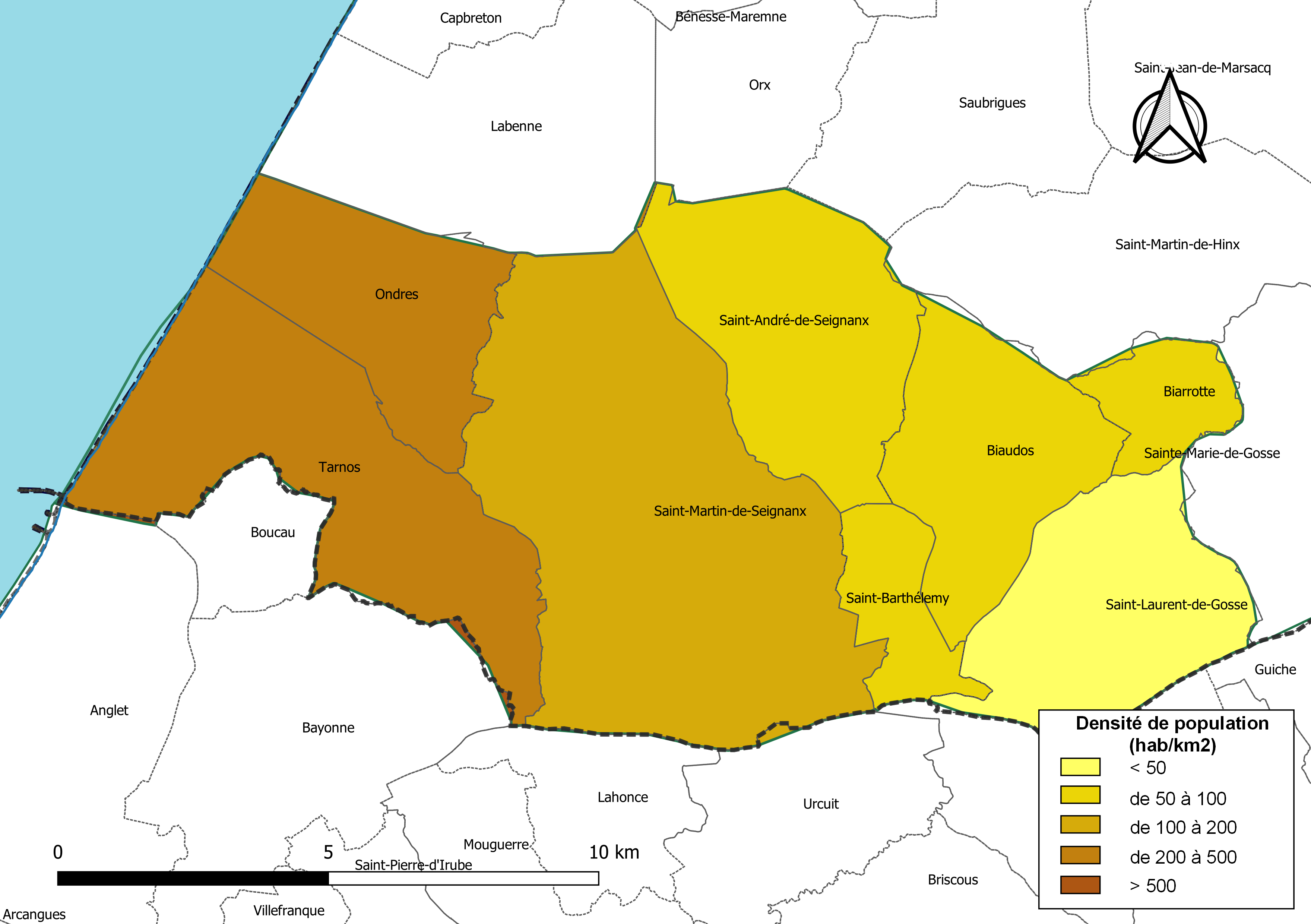
Carte des densités de population (millésimée 2016) des communes de la communauté de communes du Seignanx. Composition en communes au 1er janvier 2019.

La communauté de communes est composée des 8 communes suivantes :

| Nom                              | Code Insee | Gentilé              | Superficie (km2) | Population (dernière pop. légale) | Densité (hab./km2) |
| -------------------------------- | ---------- | -------------------- | ---------------- | --------------------------------- | ------------------ |
| Saint-Martin-de-Seignanx (siège) | 40273      | Saint-Martinois      | 45,35            | 6 123 (2022)                      | 135                |
| Biarrotte                        | 40042      | Biarrottais          | 4,9              | 350 (2022)                        | 71                 |
| Biaudos                          | 40044      | Biaudossais          | 15,59            | 1 022 (2022)                      | 66                 |
| Ondres                           | 40209      | Ondrais              | 15,13            | 6 194 (2022)                      | 409                |
| Saint-André-de-Seignanx          | 40248      | Saint-Andrésien      | 19,49            | 1 913 (2022)                      | 98                 |
| Saint-Barthélemy                 | 40251      | Saint-Barthéléminois | 5,66             | 421 (2022)                        | 74                 |
| Saint-Laurent-de-Gosse           | 40268      | Saint-Laurentin      | 17,39            | 735 (2022)                        | 42                 |
| Tarnos                           | 40312      | Tarnosien            | 26,26            | 12 900 (2022)                     | 491                |

### Démographie
| 1968   | 1975   | 1982   | 1990   | 1999   | 2006   | 2011   | 2016   | 2022   |
| ------ | ------ | ------ | ------ | ------ | ------ | ------ | ------ | ------ |
| 10 547 | 13 202 | 16 072 | 17 870 | 20 483 | 23 596 | 25 154 | 26 825 | 29 658 |

## Organisation

### Siège
Le siège de l'intercommunalité est à Saint-Martin-de-Seignanx, 1526, avenue de Barrère.

### Élus
Le conseil communautaire de la communauté de communes se compose de 33 conseillers, élus pour une durée de six ans.
Ils sont répartis comme suit :
| Nombre de conseillers | Communes                         |
| --------------------- | -------------------------------- |
| 15                    | Tarnos                           |
| 6                     | Ondres, Saint-Martin-de-Seignanx |
| 2                     | Saint-André-de-Seignanx          |
| 1 (+1 suppléant)      | les 4 autres communes            |

### Présidence
À la suite des élections municipales de 2020 dans les Landes, le conseil communautaire de juillet 2020 a élu sa présidente, Isabelle Dufau, ajointe au maire de Tarnos.
| Période      | Période      | Identité           | Étiquette | Qualité                                                                                               |
| ------------ | ------------ | ------------------ | --------- | --- |
| 1993         | 2008         | Pierrette Fontenas | PCF       | Maire de Tarnos (1991 → 2004) Conseillère générale de Saint-Martin-de-Seignanx (1988 → 2008)          |
| 2008         | avril 2014   | Jean-Marc Larre    | PS        | Infirmier DE Maire de Biaudos (2001 → ) Vice-président de l'intercommunalité (2014 → 2020)            |
| avril 2014   | juillet 2020 | Éric Guilloteau    | PS        | Enseignant du second degré Maire d'Ondres (2014 →2020 ) Conseiller régional d'Aquitaine (2009 → 2015) |
| juillet 2020 | En cours     | Isabelle Dufau     | DVG       | Ajointe au Maire de Tarnos                                                                            |

### Compétences
L'intercommunalité exerce les compétences qui lui ont été transférées par les communes membres, dans les conditions définies par le code général des collectivités territoriales. Il s'agit de :
- Aménagement de l’espace et urbanisme ;
- Développement Economique ;
- Gestion des aires des Gens du Voyage ;
- Collecte et traitement des déchets ;
- Protection de l’environnement et Développement durable ;
- Logement, habitat et cadre de vie ;
- Création, aménagement et entretien de la voirie ;
- Solidarité et Action Sociale ;
- Animation et Action culturelle ;
- Tourisme.

La Communauté de Communes du Seignanx n'exerce pas elle-même la compétence « transport ». Les communes de Tarnos, Ondres et Saint-Martin-de-Seignanx ont chacune adhéré au Syndicat des Mobilités Pays Basque-Adour et sont donc desservies par le réseau Txik-Txak. Les autres communes sont seulement desservies par les lignes départementales de la Régie des Transports Landais,.

### Régime fiscal et budget
La Communauté de communes est un établissement public de coopération intercommunale à fiscalité propre.
Afin de financer l'exercice de ses compétences, l'intercommunalité perçoit la fiscalité professionnelle unique (FPU) – qui a succédé à la taxe professionnelle unique (TPU) – et assure une péréquation de ressources entre les communes résidentielles et celles dotées de zones d'activité.
Elle bénéficie d'une bonification de la dotation globale de fonctionnement (DGF).